# Pavonia dregei
Pavonia dregei är en malvaväxtart som beskrevs av Christian August Friedrich Garcke. Pavonia dregei ingår i släktet påfågelsmalvor, och familjen malvaväxter. Inga underarter finns listade i Catalogue of Life.